# Alypia octomaculata
Alypia octomaculata (tên tiếng Anh: Eight-Spotted Forester) là một loài bướm đêm thuộc họ Noctuidae. Nó được tìm thấy ở khu vực miền đông của Hoa Kỳ, Texas và Florida. Nó cũng có mặt trong các bộ phận của Canada.
Sải cánh dài 30–37 mm. Con trưởng thành bay từ tháng 4 đến tháng 6 làm một đợt ở phía bắc. Ở phía nam chúng có một thế hệ thứ hai bay vào tháng 8.

## Phụ loài
- Alypia octomaculata octomaculata
- Alypia octomaculata matuta H. Edwards, 1883

## Hình ảnh

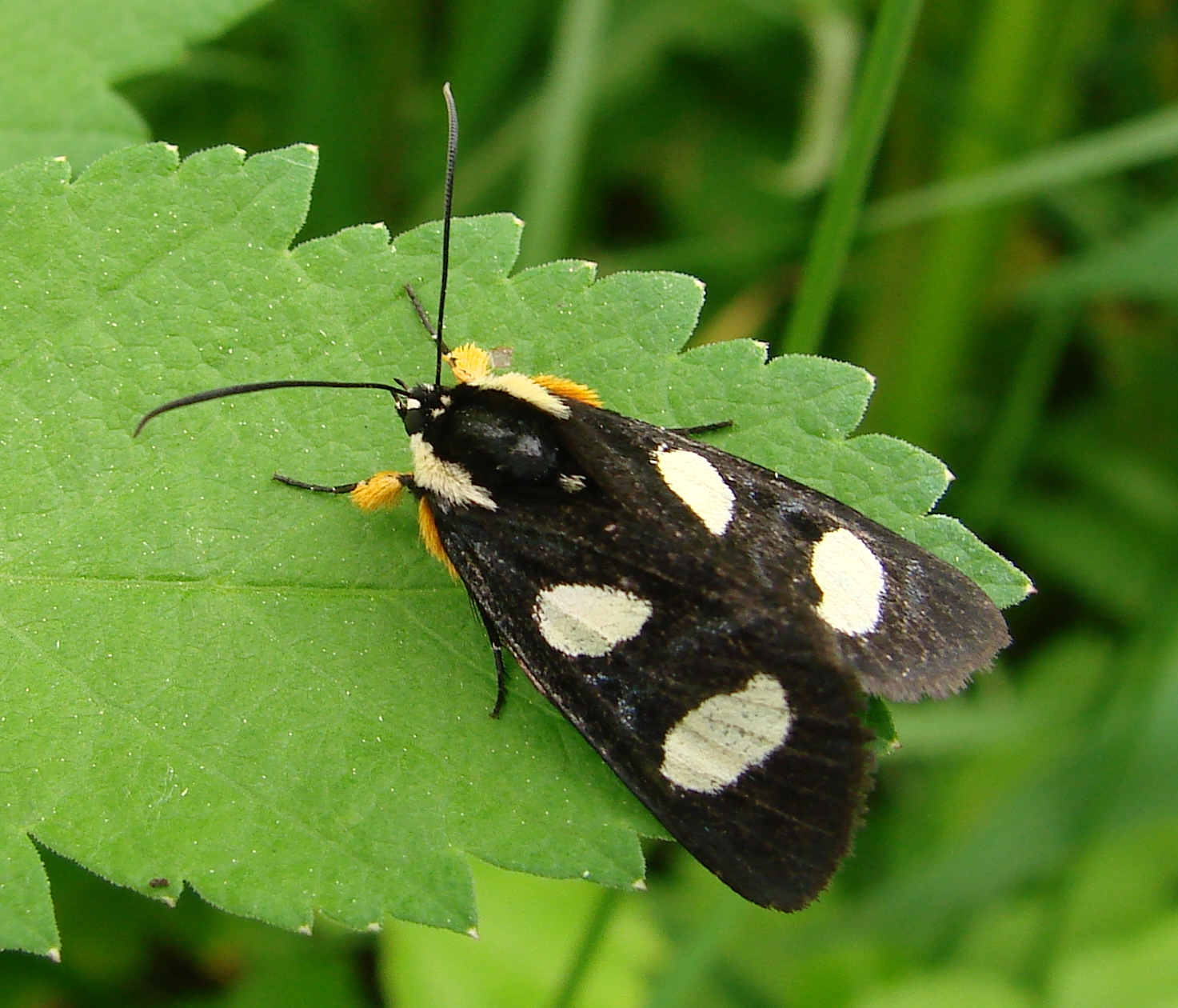
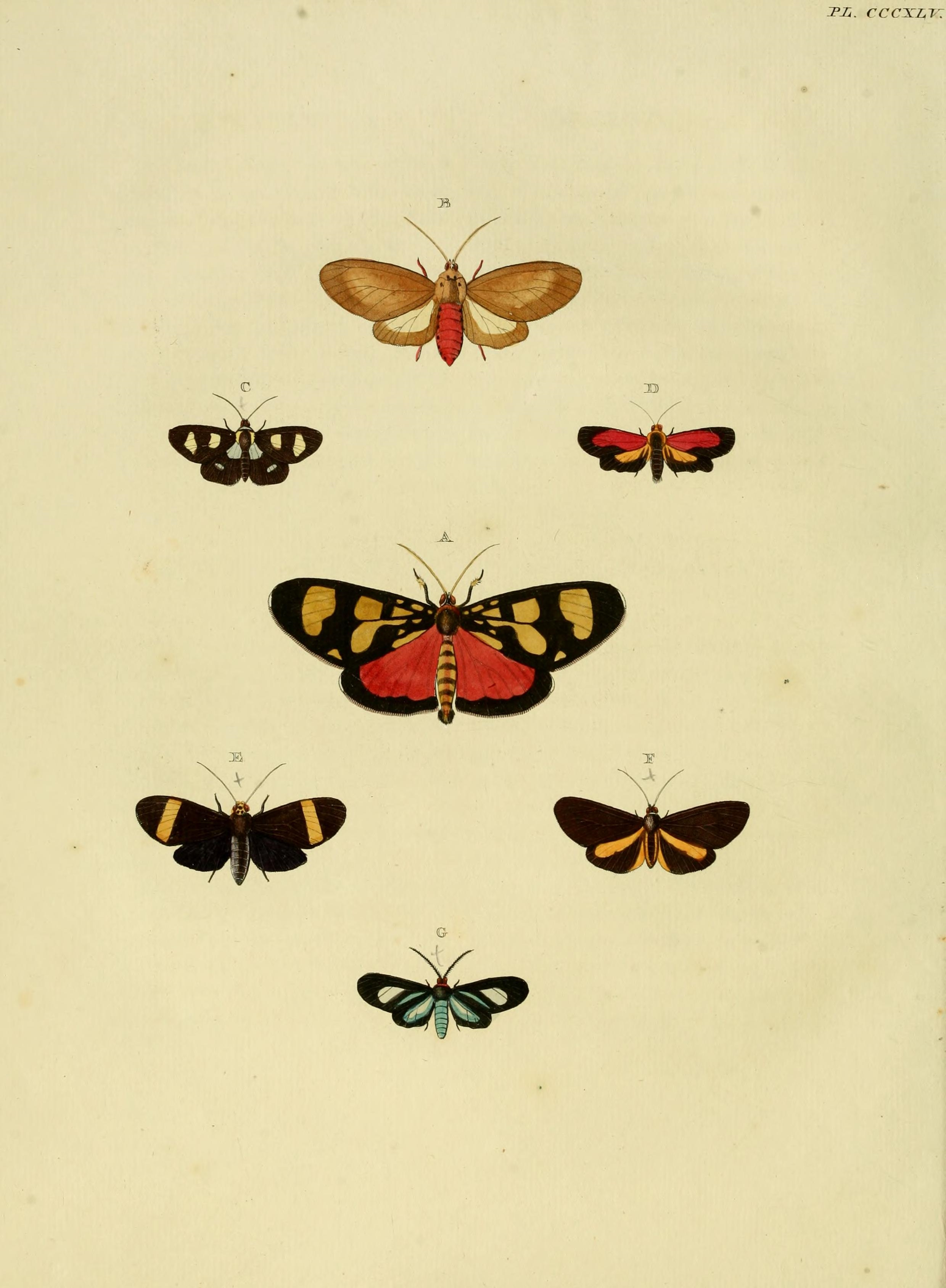